# نوكليوتيد

شكل 1: بنية النيوكليوتيدات والنكليوسيدات. في النيوكليوتيد ترتبط مجموعة 5'-OH للـ بنتوز مع مجموعة أو أكثر من مجموعات الفوسفات (أزرق، أخضر، وأحمر). فمثلا النوكليوسيد ثلاثي الفوسفات ATP توجد به ثلاثة مجموعات فوسفات. وترتبط بذرة الكربون C1' قاعدة تكون مرتبطة بحلقة البنتوز. فإذا كانت البقية R عبارة عن مجموعة كربوكسيل، فيصبح لدينا ريبوز فيه هيدروجين (بقية)؛ ويسمى هذا ريبوز منقوص الأكسجين Desoxyrebose ، وهي المادة الهامة في بنية الدنا.الشكل يعرّ ف أيضا الـ Nucleotide والـ Nucleoside.

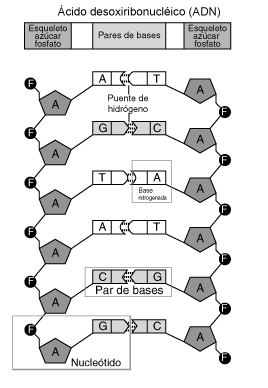
سلسلة من النيوكليوتيدات تكوّن جزء من الدنا.

النكليوتيد (بالإنجليزية: nucleotide)‏ أو النَّوَوِيد (نحت كلمتي «نووي» و«معقـد»، لأنه معقد أو مركب يدخل في بناء الأحماض النووية) وجمعها نوكليوتيدات. هي مركبات عضوية تتكون من قاعدة نيتروجينية وسكر خماسي وفوسفات. وهي وحدة أساسية في بناء الحمض النووي الريبوزي منقوص الأكسجين، والحمض النووي الريبوزي؛ فهي بمثابة الحروف الأساسية التي تكتب بها الجينات، التي تنقل أوصاف الطفل من الأم والأب.
وتعمل النيوكليوتيدات أيضاً في عملية تأشير الخلية، أي استبدال الإشارات بين خلايا الجسم؛ وكذلك تقوم النوكليوتيدات بدور هام في عمليات التمثيل الغذائي.
في مشروع الجينوم البشري استطاع العلماء معرفة ترتيب النوكليوتيدات جميعا للإنسان، وهي موجودة في الدنا ويبلغ عددها نحو 3 مليارات من النوكليوتيدات، وهي في الإنسان موزعة على 23 زوج من الكروموسومات. استغرق هذا العمل المهول نحو 20 سنة، بين الأعوام 1984 إلى 2003 . اشترك في هذا المشروع نحو 2000 من الباحثين المرموقين من 24 معهد متخصص في الولايات المتحدة بالاشتراك مع بعض الدول الآخرى.
في عام 2000 قدم المشرف على المشروع، وهو الدكتور فرانسيس كولينز، قدم المسودة الأولى لكتاب الجينوم البشري  إلى الرئيس الأمريكي بيل كلينتون في البيت الأبيض يعدّ ذلك واحدا من الإنجازات العظيمة التي توصل إليها الإنسان. وبعد ذلك بثلاثة سنوات في عام 2003 تم الكتاب بالكامل.

## بناء النوكليوتيد
يتكون النوكليوتيد من (انظر الشكل 1):
أولا:قاعدة نيتروجينية(نووية).
ثانيا: سكر خماسي الكربون يكون في الرنا ريبوز (يحتوي الأوكسجين)؛ أما في الدنا فيكون ريبوز منقوص الأكسجين Deoxyribose (خالي من الأوكسجين).
ثالثا : مجموعة فوسفات واحدة أو مجموعتين أو ثلاثة.
قاعدة  النوكليوتيد إما أن تكون بورين أو بيريميدين.
الأحماض النووية هي بوليمرات مكونة من مونومرات النوكليوتيدات، وقواعد البورين
هي أدينين وغوانين. اما قواعد بيريميدين فهي ثيمين وسيتوزين وذلك في الدنا. أما الرنا فيستبدل الثيمين باليوراسيل.
تكون أزواج غوانين وسيتوزين مرتبطتين معا ب 3 روابط هيدروجينية أما أدينين وثيمين من 2 روابط هيدروجينية. تسمى تلك الأزواج أزواجا قاعدية. المكونات الأساسية في الدنا والرنا وتربط بين سلسلتين من سكر خماسي يحتوي على الفوسفات. تتابع القواعد

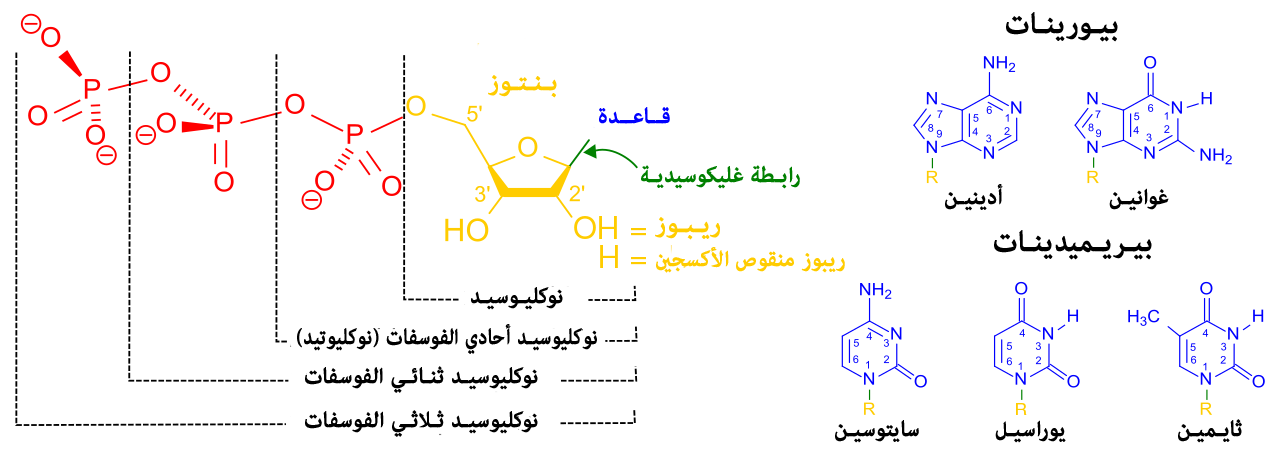
بناء النوكليوتيد

## نوكليوتيدات كوحدة طول
تستخدم النوكليوتيدات كوحدة طول في بعض الأحيان ويرمز له (nt) وهي مشتركة بين الرنا ذو السلسلة الواحدة، والدنا ذو السلسلتين ومن ذلك استدل على عدد السلاسل في الأحماض النووية.

## اقرأ أيضا

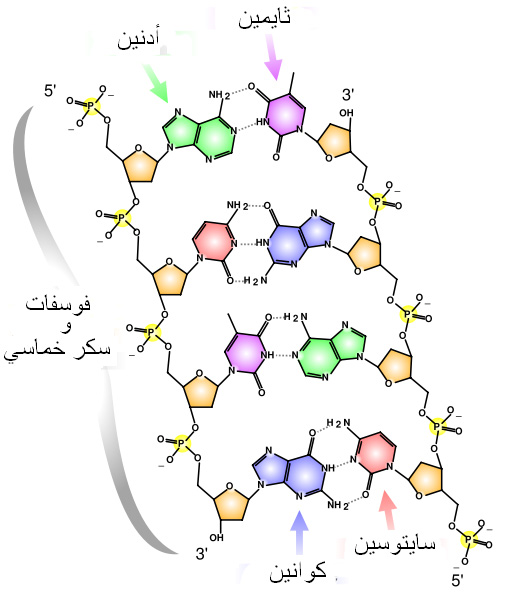
صورة تبين التركيب الكيميائي للدنا.

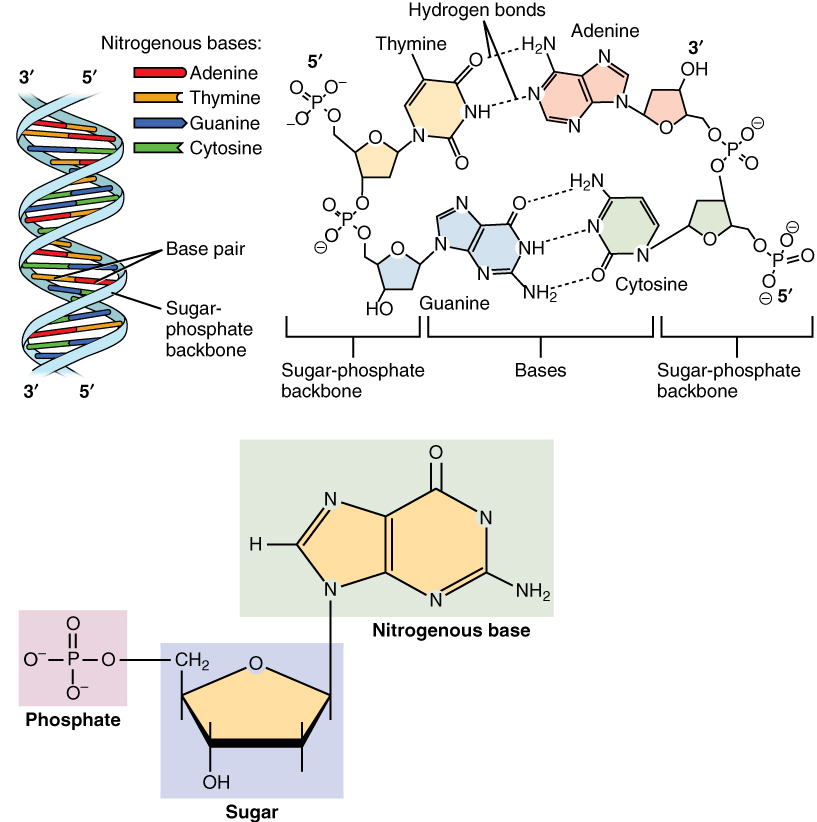
أنقر الصورة لترى الأرقام على The structure of nucleotide monomers.

- نيوكليوتيد مكمل
- قاعدة نيتروجينية
- الحمض النووي
- ثلاثي فوسفات الأدينوسين
- كروموسوم
- جين
- مسلسلة دنا
- علم الوراثة
- شظايا أوكازاكي
- الأيض
- بوليمر
- مشروع الجينوم البشري
- مشروع جينوم الشمبانزي
- ترقيم الحمض النووي